# Schwanniomyces occidentalis
Schwanniomyces occidentalis är en svampart. Schwanniomyces occidentalis ingår i släktet Schwanniomyces, ordningen Saccharomycetales, klassen Saccharomycetes, divisionen sporsäcksvampar och riket svampar.

## Underarter
Arten delas in i följande underarter:
- persoonii
- occidentalis